# Daliao
 (octobre 2022).
Si vous disposez d'ouvrages ou d'articles de référence ou si vous connaissez des sites web de qualité traitant du thème abordé ici, merci de compléter l'article en donnant les références utiles à sa vérifiabilité et en les liant à la section « Notes et références ».
Pour les articles homonymes, voir Yancheng (homonymie).
Le  district de  Daliao est un district de Kaohsiung.
Au début, le sol autour de la rivière Xiadanxi (maintenant la rivière Gaoping) était fertile et propice à l'agriculture, de sorte que les résidents locaux ont construit des colonies de Caoliao, qui ont été divisées en quatre endroits : Xipuliao (maintenant Xiliao), Chaozhouliao (maintenant Chaoliao), Ding Liao Daliao (aujourd'hui Shangliao), Xia Daliao (aujourd'hui Daliao) et les quatre derniers ont été unifiés et nommés collectivement "Daliao", qui est à l'origine du nom de lieu.

## Personnalités liées
- Lung Ying-tai (née en 195), écrivaine, essayiste, critique politique et culturelle, ministre de la Culture.